# Pawlo Wyschebaba

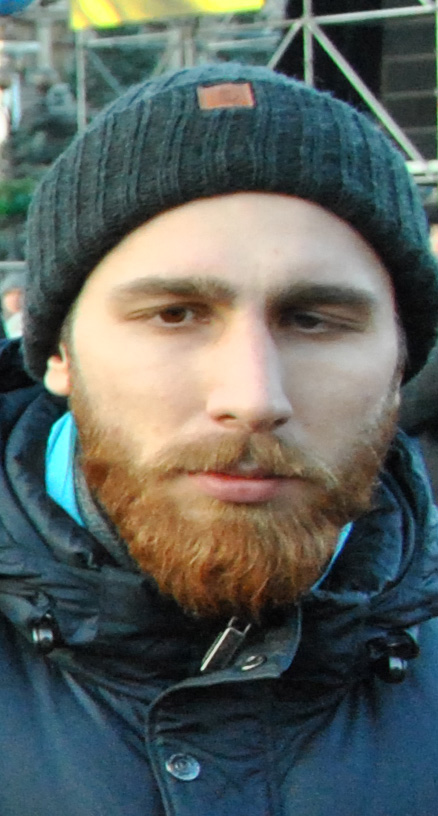
Pawlo Wyschebaba am 2. Dezember 2013 während des Euromaidan in Kiew

Pawlo Oleksandrowytsch Wyschebaba (ukrainisch Павло Олександрович Вишебаба, wissenschaftliche Transliteration Pavlo Oleksandrovyč Vyšebaba; geb. 28. März 1986 in Kramatorsk, Oblast Donezk, Ukrainische Sozialistische Sowjetrepublik, Sowjetunion) ist ein ukrainischer Öko-Aktivist, Musiker und Schriftsteller. Er ist Mitgründer und Kopf der Nichtregierungsorganisation „One Planet“ und Beauftragter für Toleranz des Entwicklungsprogramms der Vereinten Nationen in der Ukraine.

## Jugend und Ausbildung
Wyschebaba begann ein Ingenieurstudium an der Donbas-Maschinenbauakademie, brach es aber nach dem dritten Jahr ab und schrieb sich an der Staatlichen Universität Mariupol für Journalismus ein. Während seines Studiums arbeitete er drei Jahre lang bei der Zeitung Pryasowskyj rabotschyj (ukrainisch Приазовский рабочий).
Im Jahr 2012, nachdem Pawlo Wyschebaba sein Studium mit Auszeichnung abgeschlossen hatte, zog er nach Kiew. Er beteiligte sich aktiv an der Revolution der Würde, insbesondere an der Arbeit des Pressezentrums des Hauptquartiers des Nationalen Widerstands. Nach dem Sturz des Janukowytsch-Regimes arbeitete Pawlo Wyschebaba eineinhalb Jahre lang im Pressedienst des Ministerkabinetts der Ukraine, wo er sich mit internationaler Kommunikation und den Beziehungen zwischen den Ministerien befasste.
Pawlo Wyschebaba weigerte sich, die russische Sprache zu benutzen und wechselte ins Ukrainische aus Protest gegen die Besetzung von Kramatorsk durch pro-russische Milizen.

«Я перейшов на українську, коли мій рідний Краматорськ окупували росіяни зі словами: «Мы с вами разговариваем на одном языке». Це точно символ держави, з якою воює моя країна наразі, це символ держави, через яку загинули мої друзі і я не хочу мати нічого з цим символом зараз.»

„Ich wechselte zum Ukrainischen, als meine Heimatstadt Kramatorsk von Russen besetzt wurde, die sagten: „Wir sprechen dieselbe Sprache“. Es ist definitiv ein Symbol des Staates, mit dem sich mein Land derzeit im Krieg befindet, es ist ein Symbol des Staates, der meine Freunde getötet hat, und ich will mit diesem Symbol nichts mehr zu tun haben.“

Im Jahr 2013 wurde Pawlo Wyschebaba Vegetarier und 2015 Veganer. Er verzichtete schließlich auch auf Meeresfrüchte und Kleidung, die aus Tieren hergestellt wurde.

## One Planet
Am 13. April 2016 eröffnete Pawlo Wyschebaba das erste vegane Café „One Planet“ in der Ukraine. Im August desselben Jahres gründete er ein Musikorchester, das sich der Aufführung von Originalmusik und Liedern widmet, die der Harmonie von Mensch und Natur gewidmet sind. Im Sommer 2017 sammelte das „One Planet Orchestra“ mehr als 45.000 Hrywnja auf der Crowdfunding-Plattform „Spilnokost“ und war damit die erste ukrainische Band, die die Aufnahme eines Albums vollständig öffentlich finanziert bekam.
Im Dezember 2016 war Pawlo Wyschebaba Mitbegründer der gemeinnützigen Organisation „One Planet“, deren Ziele es sind, die Ausbeutung von Tieren zu beenden, Pelzfarmen zu verbieten, die Diskriminierung von Arten zu beseitigen sowie den Klimawandel und das Artensterben zu bekämpfen.

## Aktivismus
Im Jahr 2017 wurde Pawlo Wyschebaba zum Botschafter für Toleranzfragen des UNDP in der Ukraine gewählt.
Allgemeine Bekanntheit erlangte er zunächst durch seine Teilnahme an der Anti-Pelz-Kampagne „ChutroOFF“ (ukrainisch ХутроOFF). Im September 2018 erhielt eine von Wyschebaba ins Leben gerufene Petition an die Werchowna Rada zum Verbot der Pelzproduktion in der Ukraine 27.000 Unterschriften, was zu diesem Zeitpunkt den historischen Höchststand an öffentlicher Unterstützung darstellte. Am 26. November desselben Jahres wurde Wyschebaba während einer Kundgebung gegen die Aufhebung des Verbots der Elchjagd, die in der Roten Liste gefährdeter Arten der Ukraine aufgeführt ist, von einem Jäger mit grüner Farbe übergossen.
Anfang 2019 führte Pawlo Wyschebaba den Kampf gegen den Bau einer Nerzfarm durch einen niederländischen Industriellen im Dorf Pidhirne, Rajon Roschyschtsche, Wolynien an. Er initiierte auch die Ausarbeitung des Gesetzesentwurfs Nr. 10019 über das Verbot der Pelzproduktion in der Ukraine, der am 7. Februar 2019 in der Werchowna Rada registriert wurde, und beteiligte sich aktiv an der Ausarbeitung.
Nach dem Beginn der russischen Invasion in der Ukraine meldete er sich freiwillig bei den ukrainischen Streitkräften, um in der Donbas-Region zu kämpfen.

## Trivia
In einem Interview nannte Pawlo Wyschebaba Mahatma Gandhi und Nelson Mandela als seine moralischen Bezugspunkte, und unter den ukrainischen Persönlichkeiten erwähnt er Gregorius Skoworoda und Taras Schewtschenko.
Als Kind wurde Wyschebaba nicht in die Musikschule in Kramatorsk aufgenommen, weil festgestellt wurde, dass er keine musikalischen Fähigkeiten besäße.

## Diskografie

### Singles (Auswahl)
- 2022: Доньці (mit Kola)
- 2022: Кохатись (mit Nichka)
- 2023: Душі (mit Burla)
- 2023: Замість сповіді
- 2023: Ліхтарі (mit Dovi)
- 2023: Шлях (mit Kola)
- 2024: Плюс (+) (mit Tapolsky)
- 2024: Моє покоління (mit Alyona Alyona)
- 2024: Відбитки (mit Mari Cheba)